# Bayon
Đền Bayon nằm ở trung tâm quần thể Angkor Thom, Campuchia. Đây là ngôi đền ấn tượng nhất của kiến trúc đền núi Campuchia do sự hùng vĩ về quy mô cũng như về cảm xúc mà nó đem lại cho người xem. Ngôi đền gồm 54 tháp lớn nhỏ, trên mỗi tháp đều có điêu khắc khuôn mặt của thần Lokesvara, hay còn gọi là thần Avalokitesvara, tượng trưng cho sự quan sát của thần linh về 4 hướng của Campuchia.

## Vị trí
Nằm ở trong khu phức hợp quần thể Angkor Thom, Bayon được xem là ngôi đền trung tâm của khu phức hợp Angkor Thom - hay còn gọi là thành Yaxodarapura.

## Lịch sử
Angkor Thom, có nghĩa là "Kinh thành lớn", là thành phố kinh đô lâu dài nhất và cũng là cuối cùng của Vương quốc Khmer được vua Jayavarman VII xây dựng vào cuối thế kỷ thứ 12. Sau khi vua Suryavarman II là người xây dựng Angkor Wat băng hà vào khoảng năm 1150, Campuchia rơi vào tình trạng rối ren, vô chính phủ. Quân Chiêm Thành nhiều lần tấn công và cuối cùng cưỡng chiếm Angkor Wat. Jayavarman VII lúc sinh thời vốn là một người thích sống ẩn dật, chọn lối sống thanh bần, ông thờ ơ với mọi biến động trong đời sống. Đến 50 tuổi, thấy đất nước quá tang thương vì loạn lạc và bị ngoại xâm dày xéo, ông thấy không còn con đường nào khác hơn là theo con đường kiếm cung mới mong cứu được đất nước qua cơn nguy khốn. Năm 1181, ông dấy binh khởi nghĩa, sau ròng rã bốn năm chiến đấu, ông đánh đuổi được Chiêm Thành ra khỏi đất nước mình, khôi phục lại thanh bình và xây dựng nên một đất nước hùng mạnh.
Để thực hiện sự nghiệp giải phóng đất nước, trước khi lên ngôi Jayavarman VII bắt đầu xây dựng lại quân đội, rồi tiến hành nhiều cuộc phản công, trong đó có một trận hải chiến oanh liệu miêu tả trên bức tường đá chạm nổi ở các đền Bayon và Banteay Chhmar. Sau khi hoà bình được lập lại Jayavarman VII lên ngôi, lúc này ông khoảng 50 tuổi. Ông liền bắt tay vào việc khôi phục lại kinh đô và cho xây dựng ở đây một khu thành mới gọi là thành Yaxôdarapura.

## Miêu tả
Bản văn bia ghi lại lễ đăng quang của nhà vua
Khu đền Bayon nằm ở trung tâm Angkor Thom, cách cổng thành khoảng 1 cây số rưởi. Bayon là khu đền súc tích với những trang trí chạm khắc bằng đá đẹp đẽ. Được xây dựng trong khoảng cuối thế kỷ thứ 12 và đầu thế kỷ thứ 13 như là đền chính thức của vua Jayavarman VII, tin theo Phật giáo Đại thừa khác với tín ngưỡng Ân Độ giáo như các vua trước nhưng vẫn theo truyền thống vua thần (devaraja). Vua Jayavarman VII cải giáo sang Đại thừa vì các vua đời trước nối nghiệp vua Suryavarman II theo Ấn Độ giáo, người xây dựng Angkor Wat đã để quân Chiêm Thành đánh bại. Sau khi Jayavarman VII chết, những vua nối tiếp với tín ngưỡng khác nhau như Ấn Độ giáo, Phật giáo Nguyên thủy, đã xây thêm cho ngôi đền dựa theo tín ngưỡng của mình.
  Henri Marshall, người quản thủ khu Angkor, viết trong cuốn Cẩm nang Khảo cổ về các đền ở Angkor
Cấu trúc của Bayon gồm ba tầng mà cả ba tầng đều đổ nát nhiều, gạch đá nằm ngổn ngang khắp nơi. Hai tầng dưới bố trí theo hình vuông, tô điểm bằng những phù điêu trên tường. Tầng ba được sắp xếp theo hình tròn với nhiều tháp mà các mặt đá có hình khuôn mặt. Dãy hành lang ở tầng dưới là một kho tàng nghệ thuật với 11 ngàn bức phù điêu chạm khắc trên tường đá chạy dài 1200 mét, một tổng hợp liên quan đến lịch sử lẫn các truyền thuyết, miêu tả cảnh diễn hành của vua và hoàng gia, những trận đánh của vua Jayavarman VII với Chiêm Thành bằng cả thủy lẫn bộ chiến, ngoài ra còn miêu tả đời sống văn hóa, xã hội của một nền văn minh đã bị lãng quên từ bao thế kỷ. Nhiều khoảng tường công trình vẫn còn dở dang, chỉ còn để lại nét phát họa. Có lẽ bị bỏ dở khi vua Jayavarman VII qua đời.
Hình ảnh nổi bật nhất của Bayon vẫn là những ngọn tháp cao vút ở trung tâm bằng đá tảng, chạm khắc thành 4 khuôn mặt nhìn bốn hướng. Kiến trúc của Bayon được xem như có phong cách của trường phái baroque, trong khi Angkor thuộc phái cổ điển. Sự tương đồng của vô số khuôn mặt khổng lồ ở trên các tháp của đền Bayon với các bức tượng khác của vua Jayavarman VII khiến nhiều học giả đi đến kết luận đây chính là khuôn mặt của nhà vua. Người khác thì cho là của Quán Âm Bồ Tát (Avalokitesvara hay Lokesvara). Nhà học giả chuyên về Angkor học Coedes thì lý luận rằng Jayavarman VII theo truyền thống của các vua Khmer tự cho mình là vua thần (devaraja), khác với các vua trước theo Ấn Độ giáo tự cho mình là hình ảnh của thần Shiva, trong khi Jayavarman VII là một Phật tử nên cho hình ảnh Phật và Bồ tát là chính mình. Có tất cả 37 tháp đền đá tạc hình nhiều khuôn mặt nhìn xuống và nhìn đi bốn hướng như thể quan sát chúng sanh và che chở cho đất nước.
Bên trong đền có hai dãy hành lang đồng tâm ở tầng dưới, và một dãy ở tầng trên. Tất cả nằm dồn lại với nhau trong một không gian hạn hẹp bề 140 m và bề 160 m, trong khi phần chính của ngôi đền nằm ở tầng trên lại còn hẹp hơn với kích thước 70 m × 80 m; khác với Angkor Wat, người ta phải trầm trồ với quy mô to lớn và thoáng rộng của nó. Từ xa nhìn vào Bayon rải dài theo chiều ngang như một đống đá lổn chổn muốn vươn lên trời cao. Các tháp có kích cỡ cao thấp khác nhau, có tháp thật thấp khiến khuôn mặt như nhìn thắng vào mắt của du khách. Đi theo những lối đi quanh co, người ta có cảm giác như đi lạc vào một mê trận. Bất cứ rẽ vào lối nào du khách cũng trực diện với những đôi mắt đang chăm chú nhìn mình.
Trong số hằng trăm ngôi đền nơi quần thể Angkor, Bayon khiến cho các nhà khảo cổ thắc mắc nhiều nhất. Bayon hiện vẫn bao trùm nhiều bí ẩn mà lời giải đáp vẫn đang còn được tranh cãi: nó được xây với biểu tượng gì, để thờ ai? Có lẽ thích hợp với lời giải thích nhất vẫn là khuôn mặt với nụ cười hết sức bí ẩn nằm ở tháp trung tâm. Một số dân Khmer cho rằng Bayon được xây dựng vào thời vương quốc này được chia thành 54 tỉnh, những đôi mắt của những bức tượng này nhìn về phía muôn dân trong các tỉnh đó để cứu độ (dưới hình ảnh Quan Âm), để che chở (dưới hình ảnh của vua Jayavarman VII).
Thoạt đầu vào năm 1929, Robert J. Casey trong cuốn sách về Angkor nhan đề In Fact cho rằng những khuôn mặt đá là những khuôn mặt của thần Shiva thuộc đạo Hindu. Thế rồi trong thập niên 1930, các nhà khảo cổ thuộc Trường Viễn Đông Bác cổ khám phá ra rằng cái mô-típ ấy thuộc bên Phật giáo Đại thừa mà những hình ảnh bốn mặt đó là của Quán Thế Âm (Avalokitesvara). Họ lý luận rằng theo Đại thừa, bồ tát là người đã hoàn toàn giác ngộ để đạt thành Phật. Thay vì nhập Niết bàn, họ chọn ở lại trần gian để cứu độ những kẻ đang bị trầm luân trong khổ ải. Qua nụ cười bí ẩn của các khuôn mặt, vị bồ tát mà dân Campuchia gọi là Lokesvara đang tỏ lòng thương cảm trước nỗi đau của chúng sinh. Đồng thời có thuyết cho rằng vua Jayavarman VII tự cho mình hiển thị qua hình ảnh của Lokesvara, một vị Phật sống qua vai trò của một vị vua thần.
Nhìn ngược về lịch sử, chiến thắng bất ngờ của vua Jayavarman VII giành lại độc lập cho xứ sở từ Chiêm Thành đã chiếm được trái tim của mọi con dân Khmer. Sau khi đánh bại quân Chiêm Thành, ông thôn tính luôn nước Chiêm Thành và mở rộng lãnh thổ trải dài khắp vùng Đông Nam Á. Những tháp với bốn khuôn mặt nhìn ra bốn hướng có lẽ để làm e dè những kẻ đến chiêm bái ở đền Bayon. Nhìn đâu họ cũng thấy những đôi mắt của vị vua thần đang chằm chằm nhìn họ. Đồng thời những kẻ sùng bái thần phục lòng thương yêu của vị vua dành cho họ qua những hình ảnh trên những bức phù điêu mô tả đời sống thường nhật của dân chúng. Ngoài ra còn những bức miêu tả công lao đánh đuổi ngoại xâm Chiêm Thành nhắc nhở với thần dân rằng họ mang ơn vô vàn đối với vị vua thần đầy nhân ái, kẻ đã xả thân lưu lại trần gian vì lợi ích của muôn dân. Jayavarman VII còn có công xây dựng vô số bệnh viện khắp đất nước Campuchia. 
  Văn bia tìm thấy tại Bayon ghi lại
  Lời nhận xét của Pierre Lôti về đền Bayon
Cố nhiên những công trình vĩ đại được xây dựng vào thời gian này đã làm cho nhân lực và vật lực trong nước bị khánh kiệt, thuế má và sưu dịch ngày càng đè nặng lên đầu nhân dân, làm cho quần chúng lao động vô cùng cơ cực và oán than. Nhiều cuộc bạo động và khởi nghĩa của quần chúng đã nổ ra, nhưng ngoài một số phong trào đấu tranh được ghi chép lại một cách vắn tắt và mơ hồ trong một số rất ít ỏi tài liệu văn bia, chúng ta không có thêm nguồn tài liệu nào khác nữa. Dẫu sao thì những công trình kiến trúc đồ sộ và vô cùng tốn kém đó cũng nói lên được sức sáng tạo của những người Khmer thời cổ. Dưới đời vua Jayavarman VII, sức sáng tạo đó rõ nét nhất qua việc xây dựng khu chùa Banteay Chmar, một trong những ngôi chùa đẹp nhất của Campuchia. Theo ước tính của G. Groslier trong cuốn Angkor - Người và đá "chỉ riêng việc xây dựng ngôi chùa cũng đòi hỏi bốn vạn bốn nghìn công nhân làm việc trong tám năm, mỗi ngày làm mười giờ. Còn như việc trang trí cho ngôi chủa thì cũng cần đến một nghìn thợ điêu khắc làm việc suốt trong hai mươi năm".5
Nhiều đền chùa khác được xây dựng ở các tỉnh xa xôi: đền Wat Norko ở Kompong Cham, đền Ta Prom ở Bati và rất nhiều đền khác tại Lopburi, Ratburi, Phetchaburi, Muong Sen... tất cả đền nằm trên đất Thái Lan ngày nay. Trong những công trình kiến trúc quy mô đó, tập trung nhiều nhất pở kinh thành Angkor Thom và vùng phụ cận. Đó là một kinh thành với những bức tường thành dài 12 km, những hào sâu bao bọc, những cổng lớn hướng về bốn phương trời và đền Bayon ở trung tâm; đó là đền Banteay Kdei, đền Ta Prhom, đền Neak Pean, đền Preah Khan, được coi là những viên ngọc của nghệ thuật kiến trúc Khmer.
Ở đây người ta không thờ vua-thần với những tượng linga bằng vàng như dưới các đời vua trước, mà người ta thờ pho tượng Jayavarman VII khổng lồ bằng đá dưới dạng Quan Âm Bồ Tát. Phía Đông Angkor Thom còn có các đền Banteay Kdei bên cạnh hồ Sras Srang, đền Ta Prom thờ tượng bà hoàng thái hậu, tượng vị cao tăng thầy học của nhà vua cùng với trên 260 pho tượng khác. Ở phía bắc Angkor Thom có đền Prei Khan thờ tượng vua chúa, trong đó người ta tìm thấy bia đã nói trên đây tường thuật lại buổi lễ đang quang cũng như những công trình xây dựng đường sá và bệnh viện của nhà vua.
 Lời của Henri Parmentier về đền Bayon, người đã dành hầu hết cuộc đời trưởng thành của mình cho việc tái xây Angkor

## Tình trạng
Ngôi đền có thể do may mắn và do một phần chính do sự may mắn của lịch sử. Chính khuôn mặt từ bi của những bức tượng thần bốn mặt đó mà các vị vua sau theo Ấn Độ giáo đã tưởng lầm là khuôn mặt của thần Shiva nên tiếp tục hoàn thiện nó mà không đập bỏ. Khác với những công trình khác có sự đấu tranh về tôn giáo, vị vua trước theo Phật giáo, các vị vua sau theo Ấn Độ giáo sẽ đập bỏ toàn bộ các công trình xây dựng trước đó, và khi các vị vua sau theo Phật giáo sẽ làm việc tương tự và theo quy trình đó, toàn bộ các công trình trong quần thể Angkor Thom hoàn toàn không nguyên vẹn mà có sự đấu tranh tôn giáo gay gắt. Một trong những ngôi đền tiêu biểu cho sự đấu tranh tôn giáo gay gắt nhất là Ta Prohm. Bayon lại may mắn hơn khi khuôn mặt Bồ Tát bốn mặt bị lầm tưởng là thần Shiva nên nó vẫn tồn tại khá nguyên vẹn đến tận ngày nay, dù bị đổ nát do chiến tranh và thời gian. Di tích này hiện nay đang bị đe doạ nghiêm trọng bởi nó là một trong những di tích thu hút du khách. Hiện nay Nhật Bản đã giúp Campuchia khôi phục di tích này.Phần phía bức tường có bức tranh sử thi được trùng tu trước vì sức phá hoại của thiên nhiên đến với các bức tranh này đang diễn ra nhanh chóng.

## Album

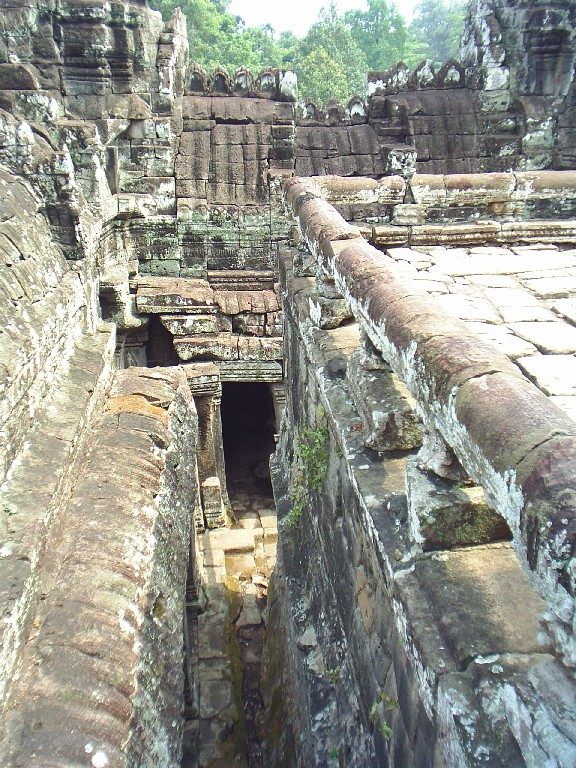
Con đường hẹp giữa dãy tranh điêu khắc trên tường
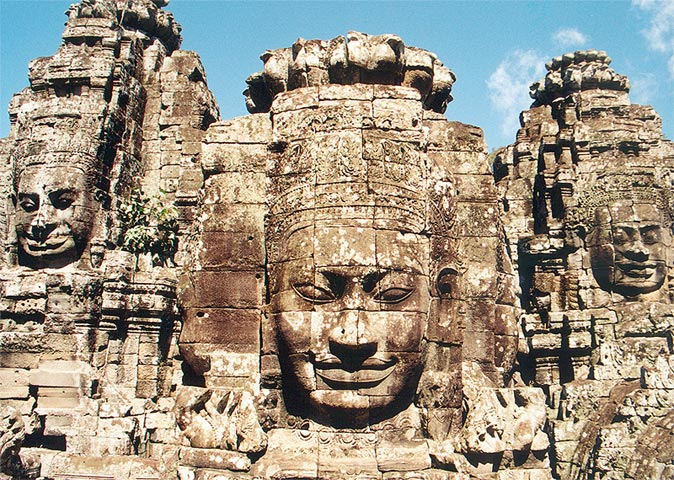
54 cột cao thể hiện 54 tỉnh của Campuchia lúc bấy giờ - và chỉ còn 24 tỉnh ngày nay. Điêu khắc mỗi cột là tượng bồ tát 4 mặt, như vậy có đến 216 khuôn mặt tất cả trong đền Bayon
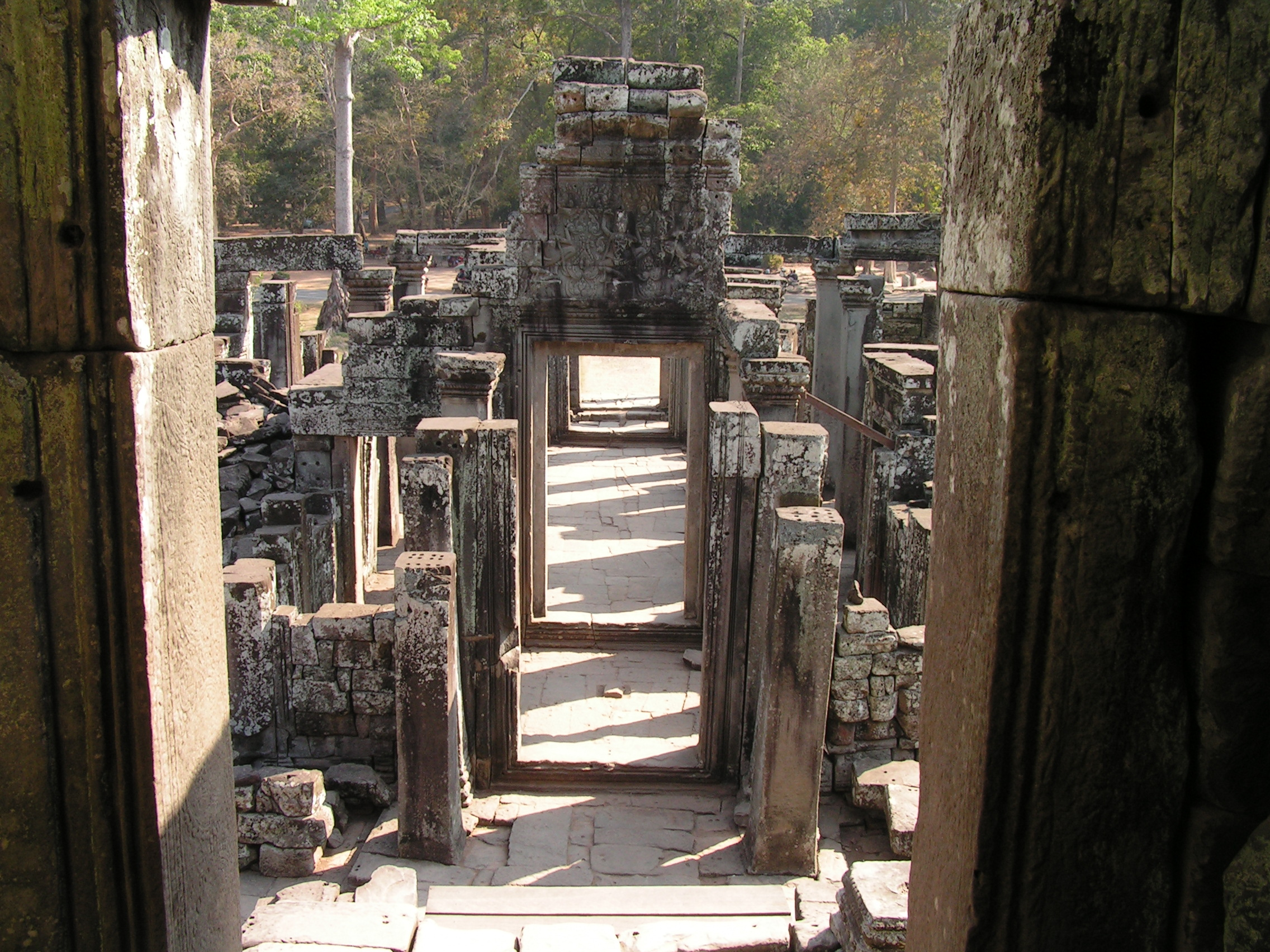
Cửa ra vào của Bayon
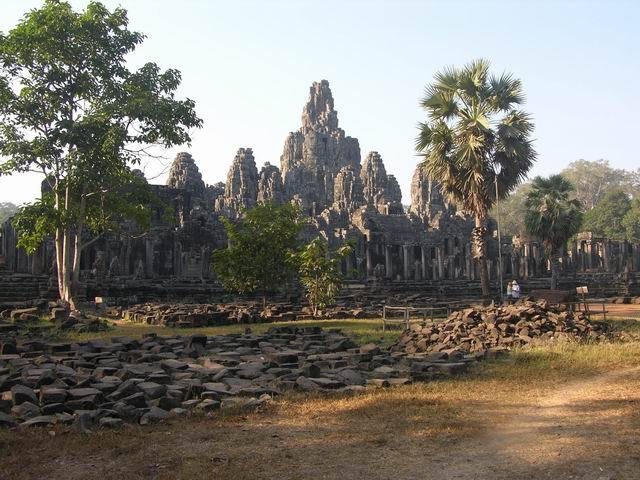
Bayon nhìn từ ngoài
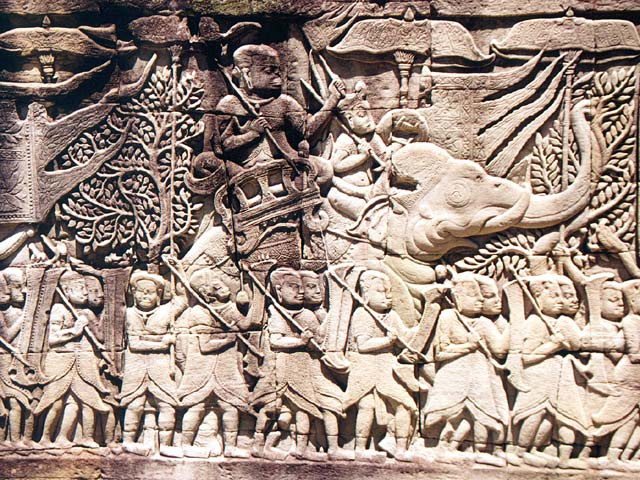
Điêu khắc mặt ngoài của đền Bayon
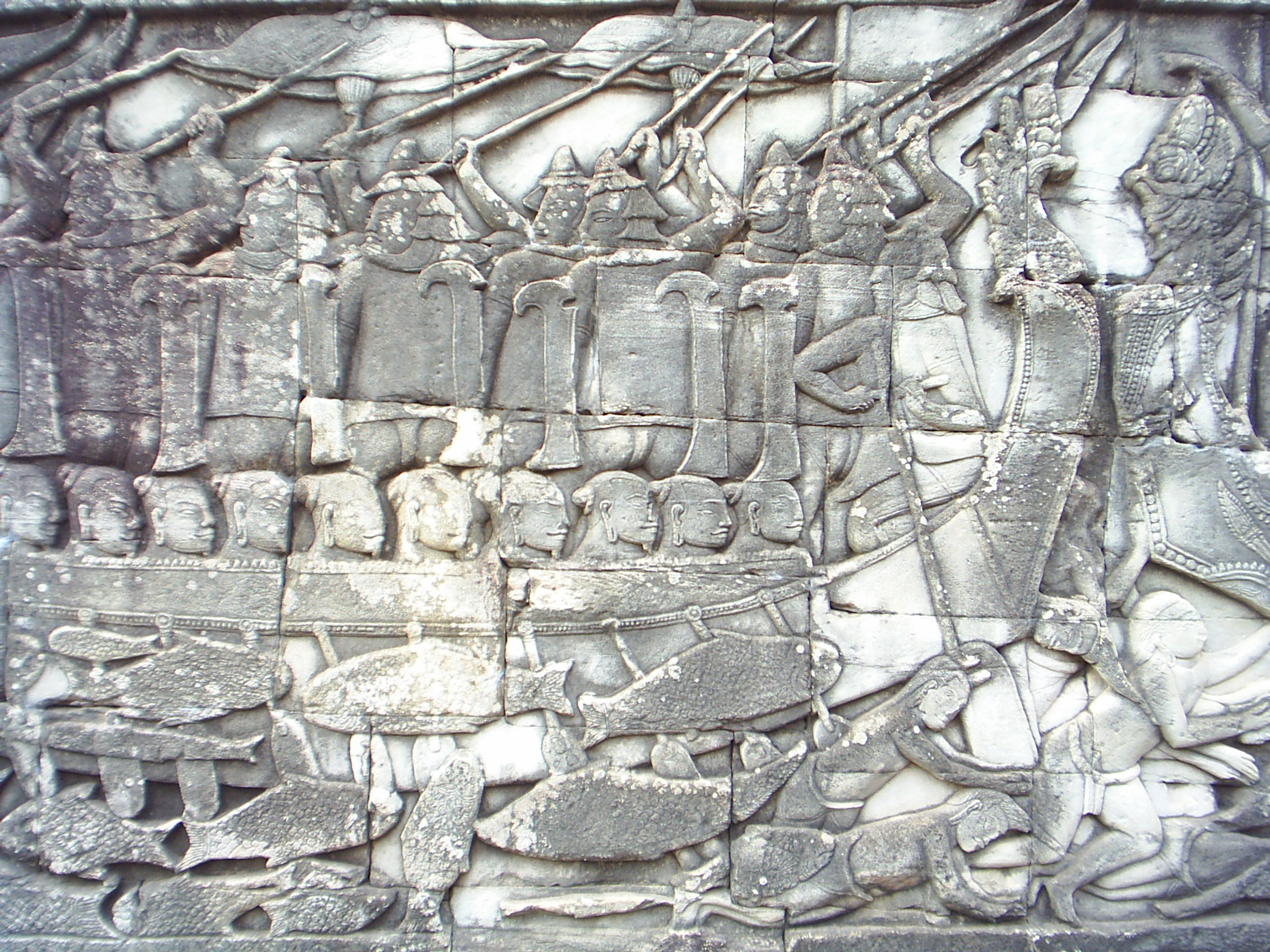
Điêu khắc mặt ngoài của Bayon
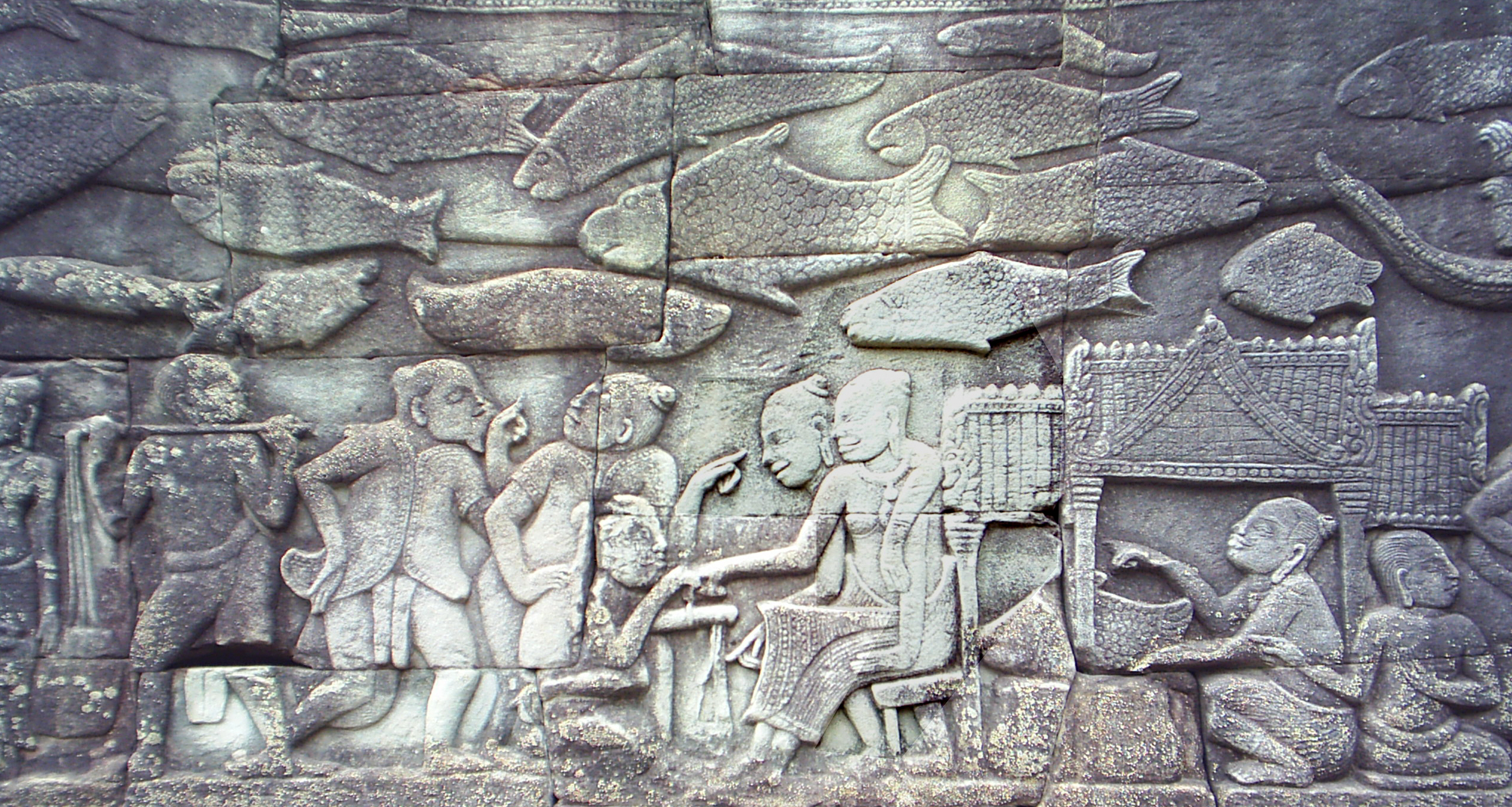
Cảnh sinh hoạt của người dân Khmer bấy giờ được mô tả sinh động bên mặt ngoài của đền
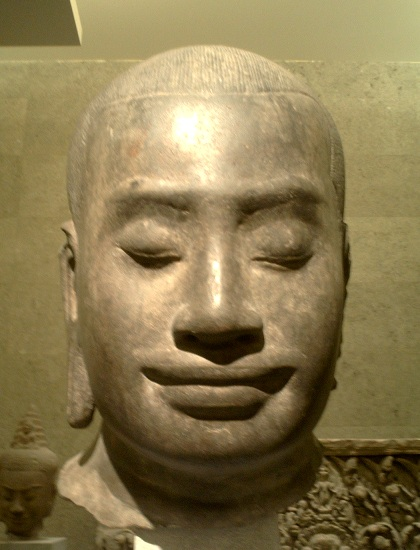
Khuôn mặt của vua Jayavarman VII - các bức tượng thần bốn mặt trong quần thể Bayon có thể mô phỏng theo hình dáng này hay tượng khuôn mặt vua Jayavarman phác họa theo bức tượng thần bốn mặt - hiện nay còn là bí ẩn
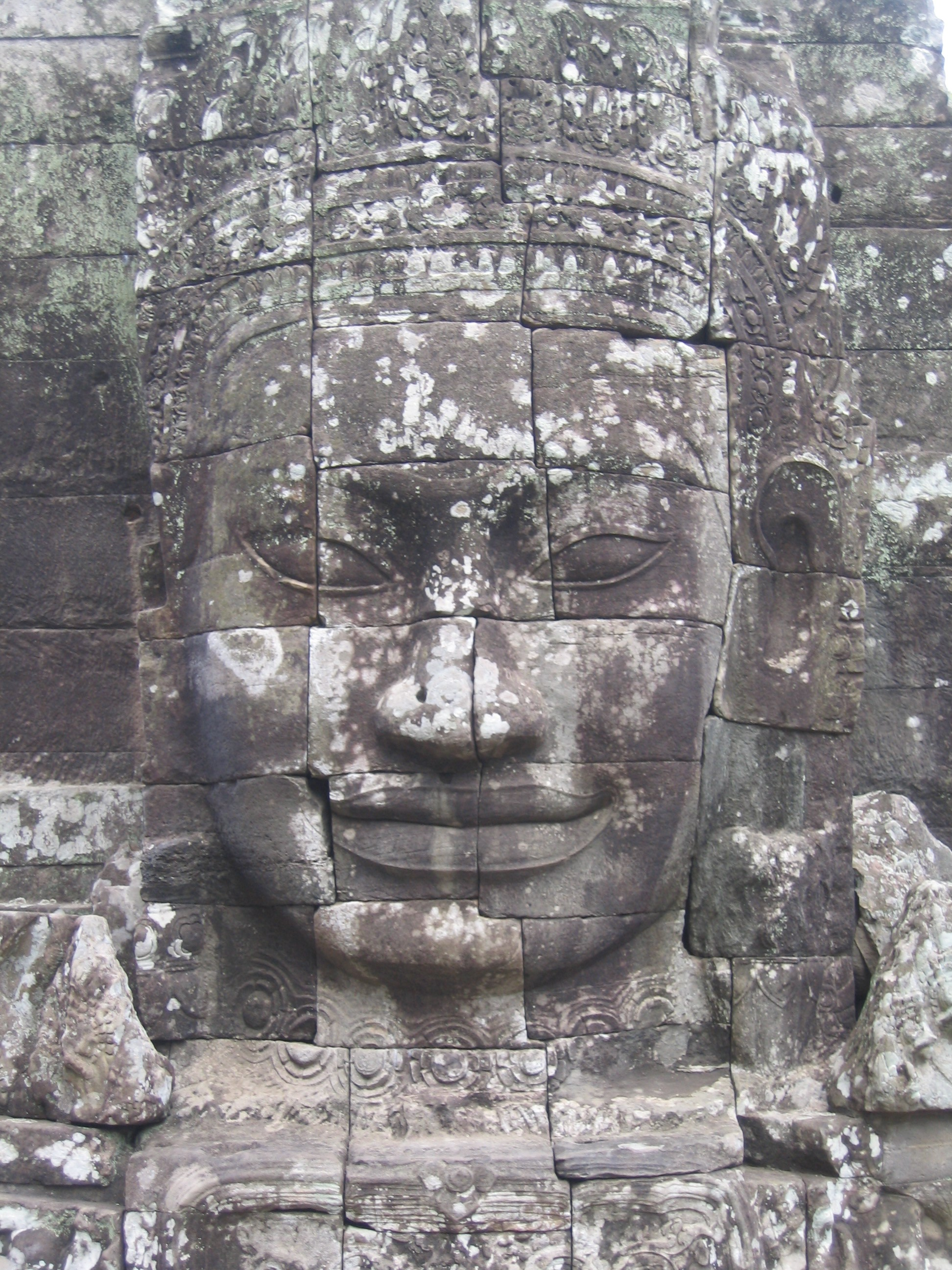
King Jayavarman VII, sự giống nhau giữa vua Jayavarman VII và hình ảnh Quán Thế Âm giống nhau đến không ngờ
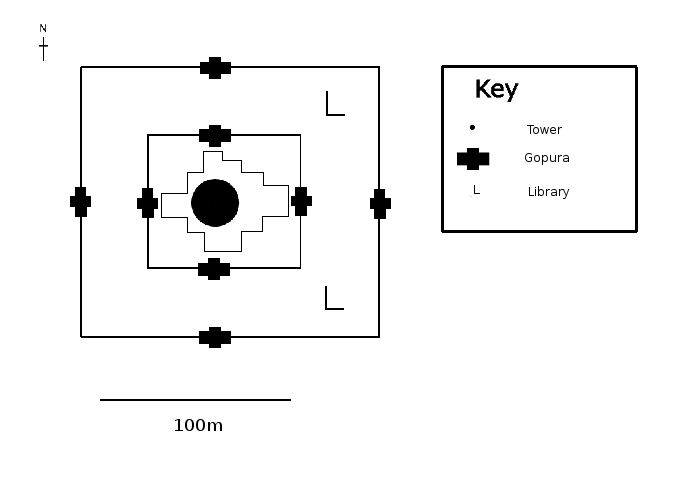
Bản đồ tham quan Bayon
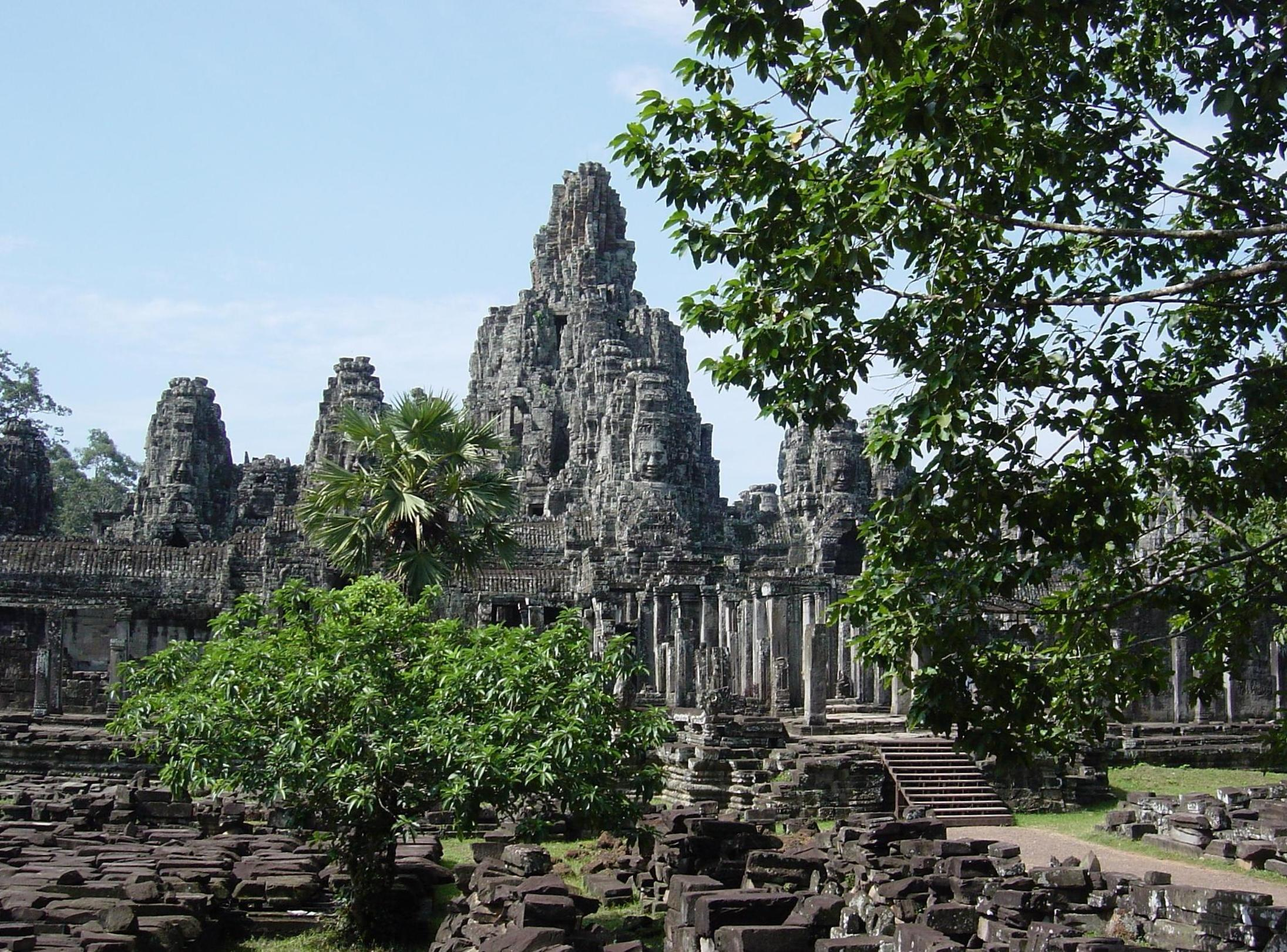
Nhìn từ xa đền Bayon như là một mớ hỗn độn, tuy nhiên, vào bên trong, nó là một tuyệt tác của sự sắp đặt